# Émile Ternois
Émile Ternois est un homme politique français né le 21 août 1862 à Vron (Somme) et décédé le 16 novembre 1938 à Abbeville (Somme).

## Biographie
Avocat à Abbeville, conseiller général, il est député de la Somme de 1910 à 1932, siégeant sur les bancs radicaux. Il est également conseiller municipal d'Abbeville.

## Sources
- « Émile Ternois », dans le Dictionnaire des parlementaires français (1889-1940), sous la direction de Jean Jolly, PUF, 1960 [détail de l’édition]